# Selen-79
Selen-79 (79Se) je radioizotop selenu, který se nachází ve vyhořelém jaderném palivu a v odpadu vzniklém jeho přepracováním. Pravděpodobnost jeho vzniku je nízká (kolem 0,04 %) a je jedním z nejlehčích produktů jaderného štěpení. Jeho poločas přeměny má hodnotu přibližně 3,26×105 let, probíhá u něj přeměna beta minus bez přídavného záření gama. Jeho nebezpečnost není díky nízké měrné aktivitě a energii beta záření příliš velká.
Účinný průřez 79Se pro záchyt neutronu je kolem 50 barnů u tepelných neutronů, rezonanční integrál je 60,9 b.